# Aldo de Nigris
Jesús Aldo de Nigris Guajardo (Monterrey, 22 luglio 1983) è un ex calciatore messicano di origini italiane, di ruolo attaccante.
Era fratello di Antonio, deceduto nel 2009.

## Carriera
Ha segnato un gol nella semifinale del Mondiale per club 2012 nella partita persa per 1-3 contro il Chelsea.

## Palmarès

### Club
- InterLiga: 3

Tigres: 2005, 2006
Monterrey: 2010
- Campionato messicano: 2

Monterrey: Apertura 2009, Apertura 2010

### Nazionale
- Gold Cup: 1

2011